# Nariman Sadik
Nariman Sadik (ur. 31 października 1933, zm. 16 lutego 2005) – królowa Egiptu.
Nariman Sadik była córką Husajna Fahmiego Sadika, wysokiego rangą urzędnika egipskiego rządu, i jego żony Asili Kamil. Z małżeństwa z Farukiem I, zawartego 6 maja 1951 w Kairze, urodził się syn i następca tronu Fu’ad II. Małżeństwo zakończyło się rozwodem 2 lutego 1954 (po odsunięciu króla od władzy). Nariman powróciła do Egiptu z matką.
3 maja 1954 poślubiła dr Adhama an-Nakiba z Aleksandrii, który był osobistym lekarzem Faruka. Mieli jednego syna, Akrama, rozwiedli się w 1961 roku.
W 1967 roku poślubiła lekarza Isma’ila Fahmiego. Mieszkała w Kairze na przedmieściach Heliopolis. Z trzecim mężem żyła do śmierci.
5 maja 1951 została odznaczona egipską wielką wstęgą Orderu Doskonałości z brylantami.